# دریسیتسه
دریسیتسه (به چکی: Drysice) یک منطقهٔ مسکونی در جمهوری چک است که در ناحیه ویشکوو واقع شده‌است. دریسیتسه ۷٫۸۹ کیلومتر مربع مساحت و ۵۵۷ نفر جمعیت دارد و ۲۷۵ متر بالاتر از سطح دریا واقع شده‌است.